# Gutierrez Michele Spadafora
Michele Gutierrez Spadafora (Palermo, 7 settembre 1903 – Venetico, 12 febbraio 1987) è stato un politico italiano.

## Biografia
Michele Gutierez Spadafora, 12º duca di Spadafora. Laureato in Chimica, possidente. Sposò nel 1934 Giovanna D’Amelio, figlia del presidente della Corte di Cassazione, Mariano D'Amelio.
Nel 1937 fu nominato consigliere d'amministrazione del Banco di Sicilia.
Consigliere nazionale della Camera dei fasci e delle corporazioni dal 1941, per la corporazione dei cereali, fu sottosegretario al Ministero dell'agricoltura e foreste dal 13 febbraio al 25 luglio 1943.
Aderì alla Repubblica Sociale Italiana. Arrestato e detenuto a Regina Coeli dopo la fine della guerra, fu rilasciato per intervento di re Umberto II il 5 giugno 1946.
Fu nel consiglio d'amministrazione del Centro Mondiale Commerciale, società con sede a Roma che è oggi ritenuta una copertura della CIA che era a sua volta una filiale della Permindex.